# Josep Martínez
Josep Martínez Riera (Alcira, Valencia, España, 27 de mayo de 1998) es un futbolista español, juega en la posición de portero. Actualmente milita en el Inter de Milán de la Serie A.

## Trayectoria
Josep se inició en la base del club de su ciudad natal el U. D. Alzira, de donde fue captado en julio de 2015 para los juveniles del F. C. Barcelona. El 19 de julio de 2017, firmó para la U. D. Las Palmas, integrándose en el filial en Segunda División B.
En la temporada 2018-19 realizó la pretemporada con el primer equipo convirtiéndose en el tercer portero, aunque siguió jugando con el filial. El 28 de abril de 2019 debutó en partido oficial ante el C. D. Lugo, haciéndose con la titularidad hasta el final de la temporada. Poco más tarde se oficializó su paso al primer equipo para la temporada 2019-20.
El 22 de enero de 2020 fue traspasado al R. B. Leipzig, aunque seguiría en Las Palmas hasta el 1 de julio. Finalmente jugó su último partido en el club canario el 5 de julio. Tras dos temporadas, en las que solo disputó cuatro partidos oficiales, el 29 de junio de 2022, fue cedido al Genoa C. F. C. de la Serie B para la temporada 2022-23. En su primera temporada con los genoveses consiguió el ascenso a la serie A, lo que activó la cláusula de compra, pasando a ser propiedad de Genoa.
En julio de 2024 fue traspasado al Inter de Milán, por una precio estipulado en 13,5 millones de euros más variables.

## Selección
En octubre de 2019 recibió su primera convocatoria con la selección sub-21, si bien no debutó hasta el 3 de septiembre de 2020, actuando como titular en un partido clasificatorio ante Macedonia del Norte.
El 8 de junio de 2021 debutó con la absoluta en un amistoso ante Lituania que finalizó con triunfo español por 4-0.

## Estadísticas

### Clubes
| Club | Div.          | Temporada     | Liga | Liga | Liga | Copas nacionales 1 | Copas nacionales 1 | Copas nacionales 1 | Copas internacionales 2 | Copas internacionales 2 | Copas internacionales 2 | Total | Total | Total |
| Club | Div.          | Temporada     | PJ   | GR   | VI   | PJ                 | GR                 | VI                 | PJ                      | GR                      | VI                      | PJ    | GR    | VI    |
| --- | ------------- | ------------- | ---- | ---- | ---- | ------------------ | ------------------ | ------------------ | ----------------------- | ----------------------- | ----------------------- | ----- | ----- | ----- |
| Las Palmas Atlético · España | 2.ª B         | 2017-18       | 25   | 26   | 7    | Inexistentes       | Inexistentes       | Inexistentes       | Inexistentes            | Inexistentes            | Inexistentes            | 25    | 26    | 7     |
| Las Palmas Atlético · España | 2.ª B         | 2018-19       | 30   | 26   | 14   | Inexistentes       | Inexistentes       | Inexistentes       | Inexistentes            | Inexistentes            | Inexistentes            | 30    | 26    | 14    |
| Las Palmas Atlético · España | Total club    | Total club    | 55   | 52   | 21   | 0                  | 0                  | 0                  | 0                       | 0                       | 0                       | 55    | 52    | 21    |
| U. D. Las Palmas · España | 2.ª           | 2018-19       | 7    | 8    | 2    | Inexistentes       | Inexistentes       | Inexistentes       | Inexistentes            | Inexistentes            | Inexistentes            | 7     | 8     | 2     |
| U. D. Las Palmas · España | 2.ª           | 2019-20       | 21   | 21   | 9    | 2                  | 2                  | 1                  | Inexistentes            | Inexistentes            | Inexistentes            | 23    | 23    | 10    |
| U. D. Las Palmas · España | Total club    | Total club    | 28   | 29   | 11   | 2                  | 2                  | 1                  | 0                       | 0                       | 0                       | 30    | 31    | 12    |
| R. B. Leipzig · Alemania | 1.ª           | 2020-21       | 1    | 2    | 0    | -                  | -                  | -                  | -                       | -                       | -                       | 1     | 2     | 0     |
| R. B. Leipzig · Alemania | 1.ª           | 2021-22       | 1    | 3    | 0    | 1                  | 0                  | 1                  | 1                       | 0                       | 1                       | 3     | 3     | 2     |
| R. B. Leipzig · Alemania | Total club    | Total club    | 2    | 5    | 0    | 1                  | 0                  | 1                  | 1                       | 0                       | 1                       | 4     | 5     | 2     |
| Genoa C. F. C. · Italia | 2.ª           | 2022-23       | 30   | 22   | 17   | 2                  | 3                  | 0                  | Inexistentes            | Inexistentes            | Inexistentes            | 32    | 25    | 17    |
| Genoa C. F. C. · Italia | 1.ª           | 2023-24       | 36   | 48   | 8    | Inexistentes       | Inexistentes       | Inexistentes       | Inexistentes            | Inexistentes            | Inexistentes            | 36    | 48    | 8     |
| Genoa C. F. C. · Italia | Total club    | Total club    | 66   | 70   | 25   | 2                  | 3                  | 0                  | 0                       | 0                       | 0                       | 68    | 73    | 25    |
| Inter de Milán · Italia | 1.ª           | 2024-25       | 5    | 3    | 3    | 4                  | 4                  | 2                  | 1                       | 0                       | 1                       | 10    | 7     | 6     |
| Inter de Milán · Italia | Total club    | Total club    | 5    | 3    | 3    | 4                  | 4                  | 2                  | 1                       | 0                       | 1                       | 10    | 7     | 6     |
| Total carrera | Total carrera | Total carrera | 156  | 159  | 60   | 9                  | 9                  | 4                  | 2                       | 0                       | 2                       | 167   | 168   | 66    |
| (1) Las copas nacionales se refiere a la Copa del Rey, DFB-Pokal, y Copa Italia. (2) Las copas internacionales se refiere a la Liga de Campeones de la UEFA. |               |               |      |      |      |                    |                    |                    |                         |                         |                         |       |       |       |

## Palmarés

### Títulos nacionales
| Título           | Club          | País     | Año  |
| ---------------- | ------------- | -------- | ---- |
| Copa de Alemania | R. B. Leipzig | Alemania | 2022 |